# 聖詹姆斯鎮區 (密蘇里州密西西比縣)
聖詹姆斯鎮區（英語：St. James Township）是位於美國密蘇里州密西西比縣的一個行政鎮區。

## 地方資料
聖詹姆斯鎮區的面積為156.23平方千米，當中陸地面積為155.52平方千米，而水域面積為0.71平方千米。根據2020年美國人口普查的數據，當地共有人口5336人，而人口密度為每平方千米34.15人。